# 訓練
訓練（くんれん、トレーニングともいう）とは、
- 実際に、何らかのことを行って習熟させること[1]。
- 一定の目標に到達させるための実践的な教育活動[1]。
- 動物に何らかの学習をおこなわせるための系統的な方法[1]。

企業では研修（けんしゅう）ともいう。

## 概説
訓練とは、基本的に、馴（な）れるまで練習させることである。ただの、文字・言葉という形で表現された「知識」を伝えることにとどまる「教授」とは異なり、実際に何かを行わせることで、何かを実際にできるところまで習熟させることである。

### 学生向け
教育用語としては、「訓練」は「教授」と対比的に用いられる。
「教授」が主として知識の伝達や習得を目的としたものであるのに対し、「訓練」（訓育）のほうは、実際的・身体的な意味合いが濃く、実践的・意思的な面に焦点をあてている。特に その厳しさが強調されている場合は「鍛錬（たんれん）」とも呼ばれる。
学生、教育の関連用語
- 座学、実習

### 職業人向け
民間企業では、従業員（社員）の様々な能力を向上させるために、時折 研修が行われている。訓練の内容は業種や職種による。
例えば小売店のチェーンなどの新入従業員などに対しては、それぞれの業種の実態に即した接客の基本などの訓練が行われる。
たとえば企業に入社したての新入社員などに対しては、企業の従業員の振る舞いの基礎となる　企業の社員らしい挨拶のしかた、おじぎのしかた、名刺交換のしかた、電話応対のしかた、顧客や上司に対して使うべき それぞれに異なった敬語の使い方、組織内の他のメンバーへの報・連・相などのしかた... 等々を、自然にできるレベルまで繰り返し訓練し、体得させる。（新入社員の段階を終えた）主にオフィス内で仕事をする事務職などに対しては、PCのアプリケーション（ワープロや表計算など）などを自在に使えることを目標として訓練を行う。営業・販売推進・経理・物流（ロジスティクス） 等々、それぞれの職種ごとに必要な訓練が行われている。管理職などに対しては管理職向けの訓練が行われており、経営陣から求められていることを的確に理解し、自身がまかされている部下を束ね彼らの能力をうまく引き出し、組織として成果を出すための訓練を行う。また、経営者のための訓練もあり、その場合、例えば経営シミュレーション（ゲーム）などを使って、架空の企業の経営者となり、与えられたさまざまな状況に対し、自社の諸資源（人・設備・資本）なども踏まえて、状況に対して適切な経営的な決断を下す訓練が行われる。
企業の研修は、外部の、研修を専業とする業者の研修所において行われることもあれば、講師やトレーナーなどを招き、企業内の会議室や研修用の部屋などで行われることもある。
公務員の中でも消防・警察・軍隊など、特に身体的な強靭さ、認知、判断、行動のすばやさ、精神的な粘り強さが求められる職種では、平素から、実際に起こりうる様々な状況も想定しつつ、身体的・実践的・精神的な訓練が繰り返し行われている。

## 訓練の例
- 防災訓練
- 避難訓練
- 軍事訓練
  - 沖縄県道104号線越え実弾射撃訓練
  - 夜間離着陸訓練
- 自律訓練

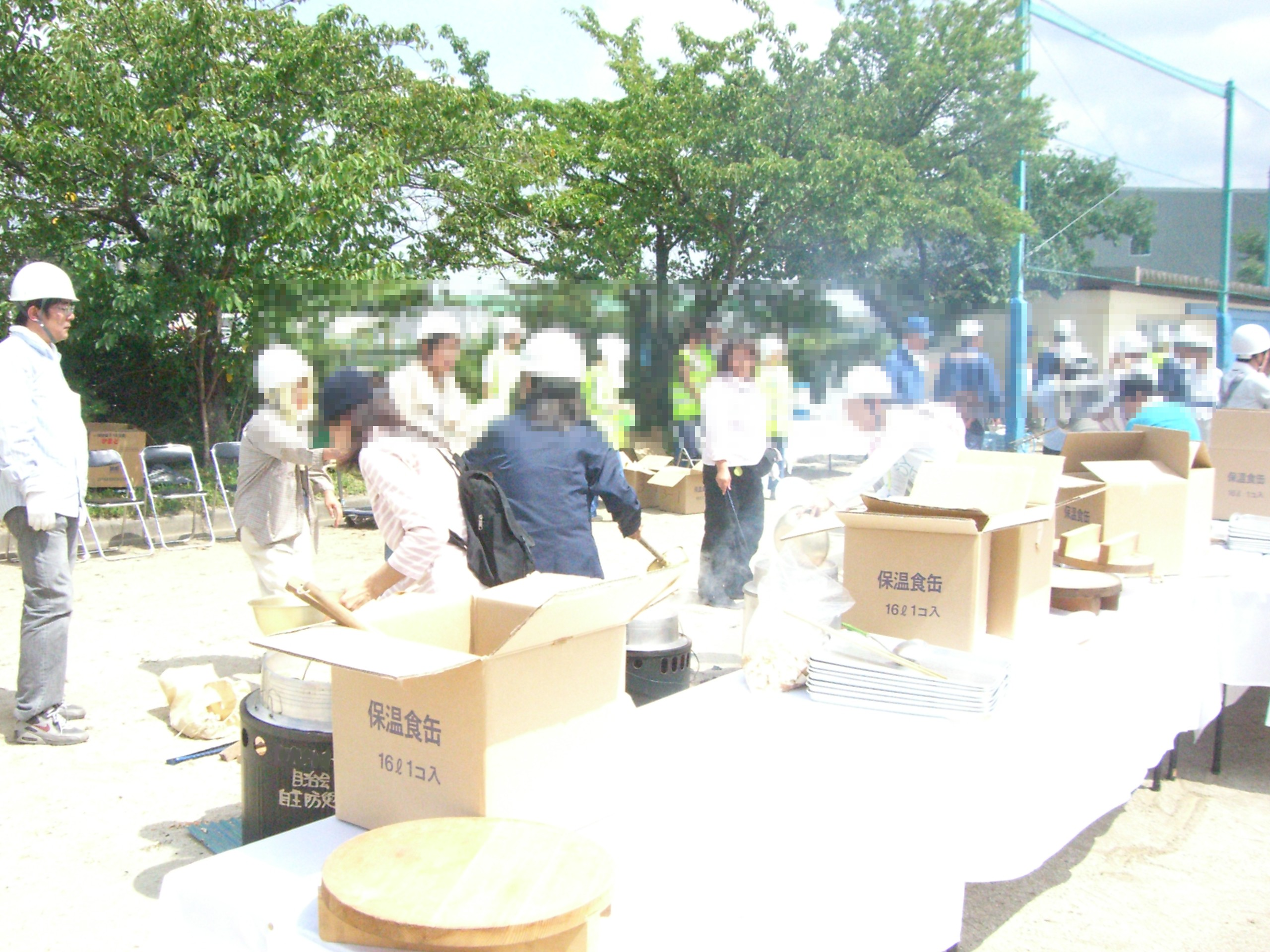
炊き出しの訓練。

- 飛行訓練/操縦訓練 (航空) - 練習機、パイロット (航空)、宇宙飛行士を参照
- 航海訓練
- 海上訓練
- 部隊訓練

- シミュレーション訓練
- 航空教育訓練
- 青年訓練
- 小牧者訓練
- 自衛隊自動車訓練
- 特殊戦訓練
- 三国共同トーネード訓練
- 保安幹部訓練

- 宇宙飛行士訓練
- 国防訓練
- 事業用車訓練
- 予備役将校訓練
- 操船訓練
- 麻薬探知犬訓練

- Navy SEALs#訓練課程
- 競艇選手の訓練
- 海軍の要員訓練
- 特殊急襲部隊訓練
- 消防団の訓練
- 武芸訓練
- 航海実習訓練
- 吃音抑制訓練
- 弟子訓練
- 軍事教育訓練
- 条件反射訓練
- CQB#自衛隊でのCQB訓練
- 金正日政治軍事大学#軍事訓練

- フライトシミュレーション訓練
- 近接格闘術訓練
- 山岳救助訓練
- 戦闘訓練
- 心理戦訓練

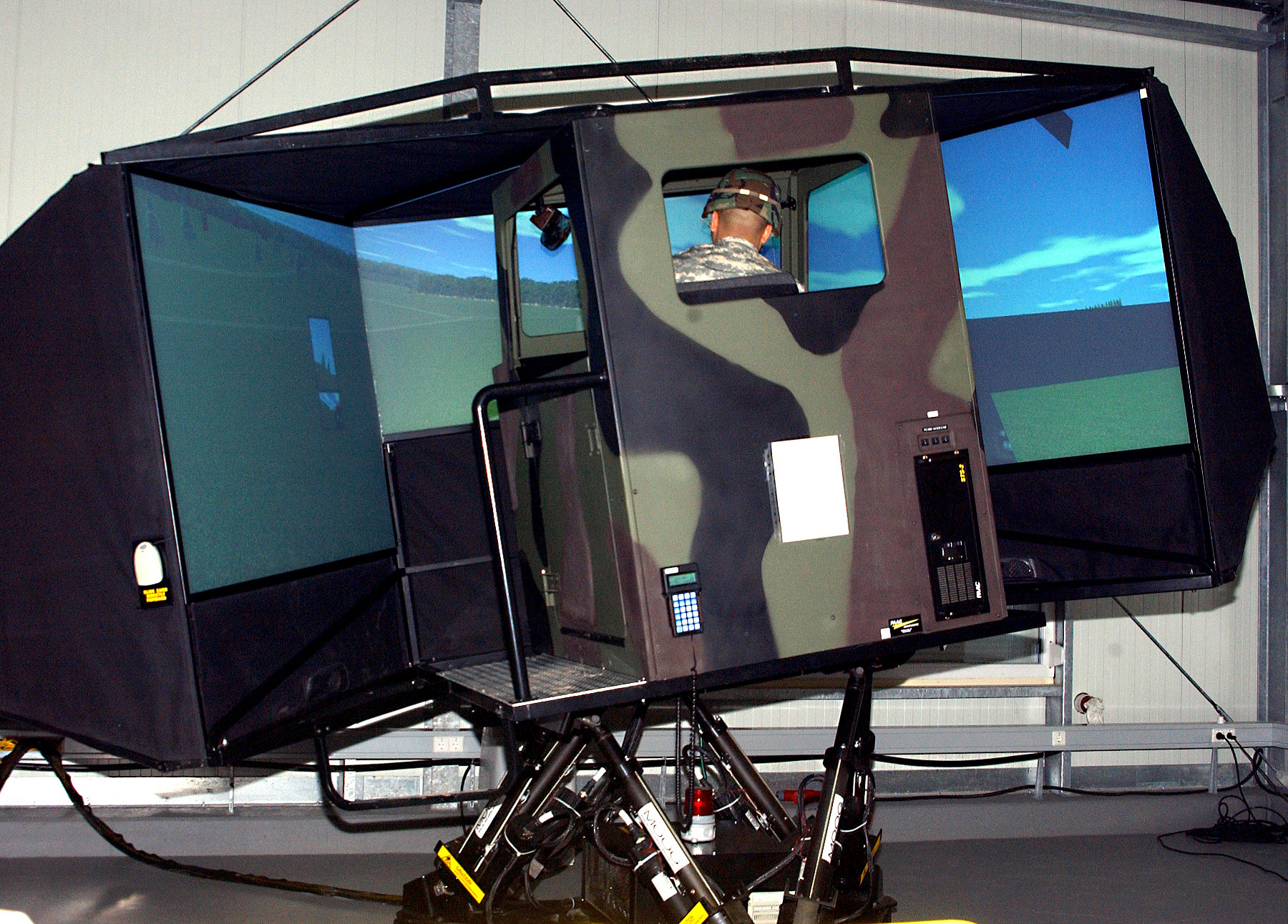
軍隊における、シミュレーターを用いた大型車運転の訓練

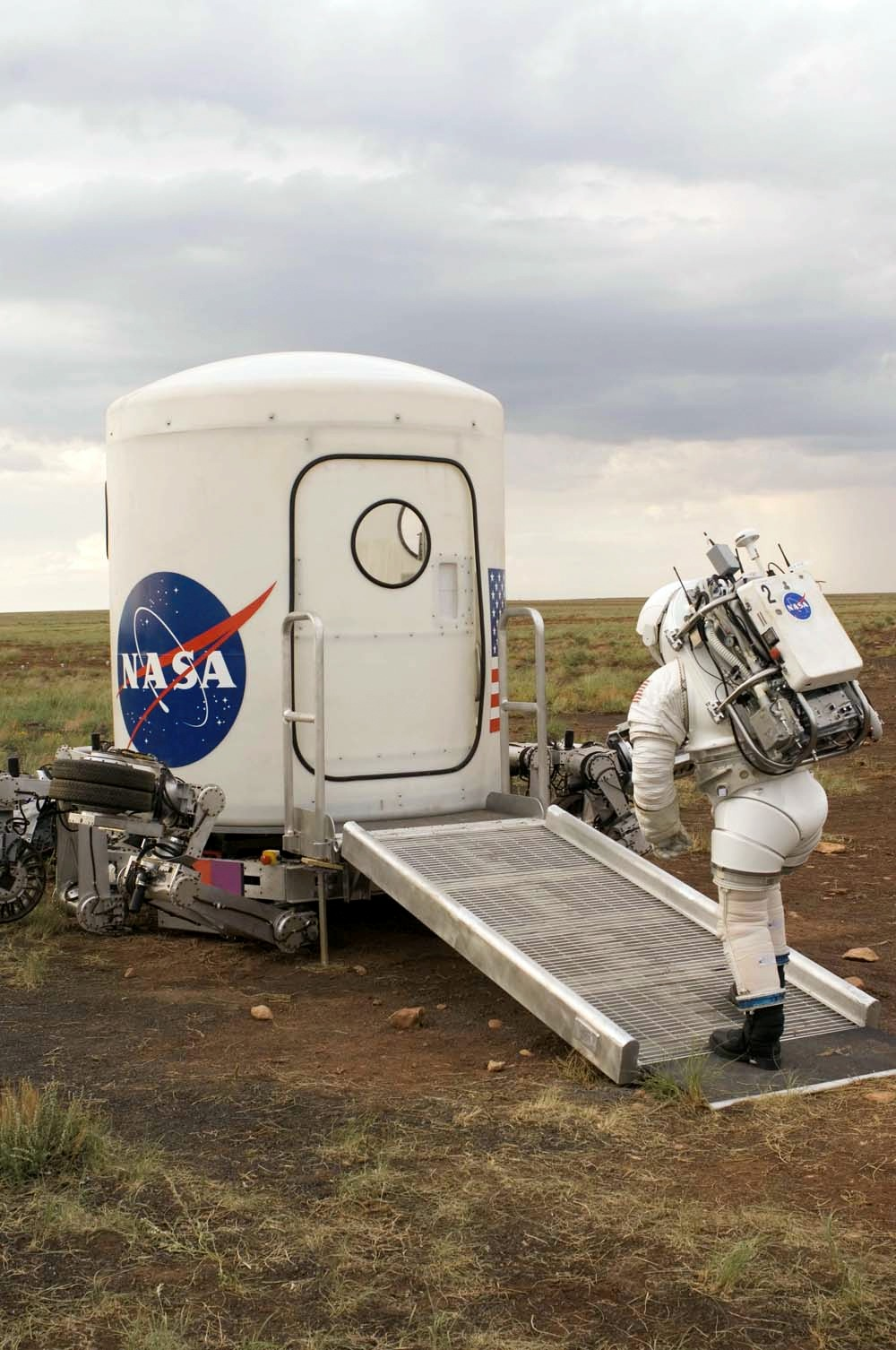
宇宙飛行士訓練

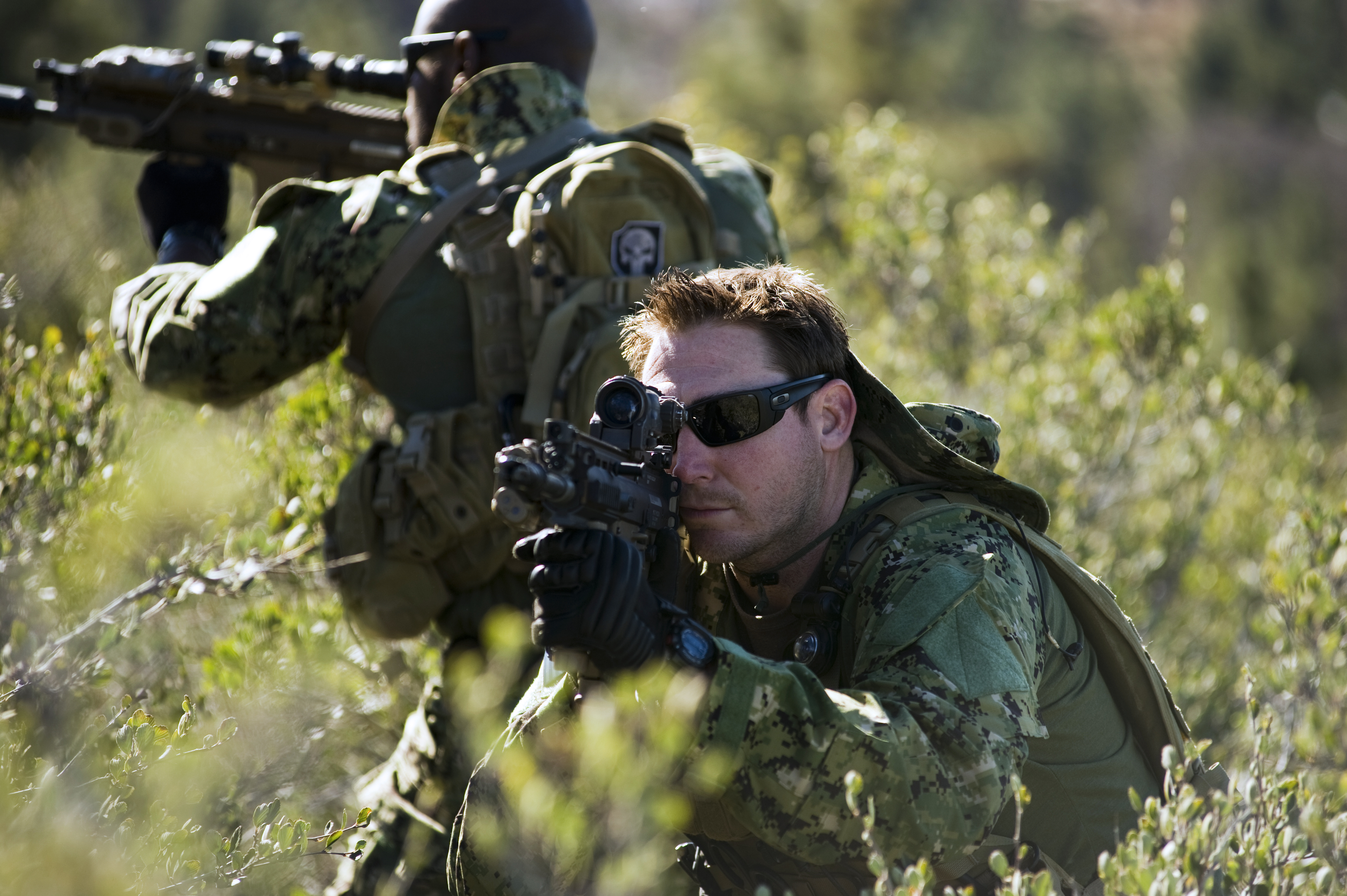
米国海軍 SEALs のライフル訓練。

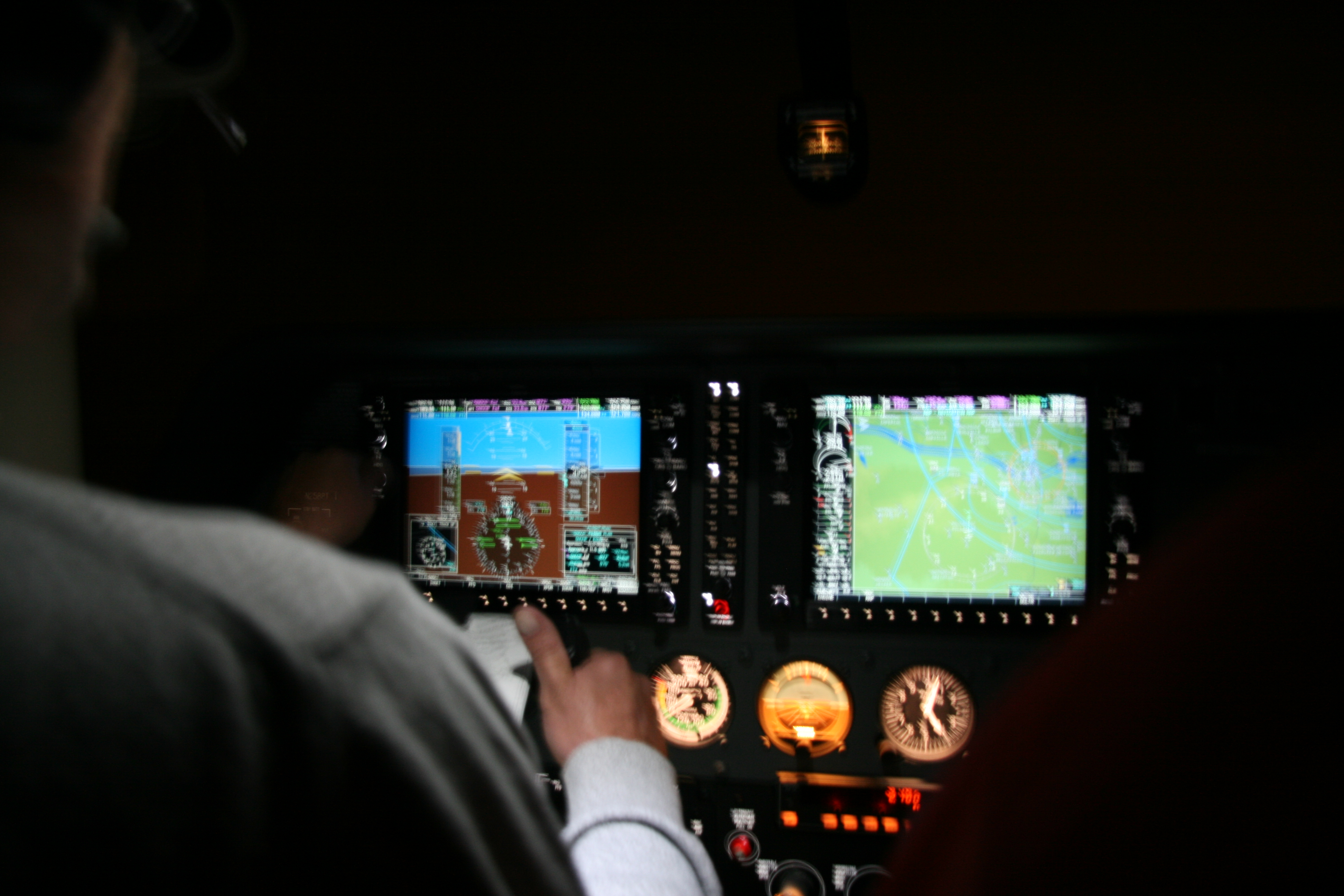
フライトシミュレーションを用いた夜間の計器飛行の訓練

- BCT (基本戦闘訓練(Basic Comabat Training)
- 護衛艦#訓練
- 射撃訓練
- 信号の通信訓練
- 対戦闘機訓練
- 対地射爆訓練
- 猟犬訓練
- 潜水艦戦訓練銃剣道訓練
- 試験車訓練
- 編隊空戦訓練
- 重量物投下訓練、空挺空輪訓練、防空訓練、垂直離着陸訓練
- 教育隊運用訓練
- 宣教師訓練
- 海上保安庁観閲式#総合訓練
- 水防訓練
- 危険予知訓練
- 視能訓練
- PSI訓練
- 災害図上訓練
- 模擬訓練
- 職業訓練（職業能力開発促進法に基づく労働者等に対する職業訓練）

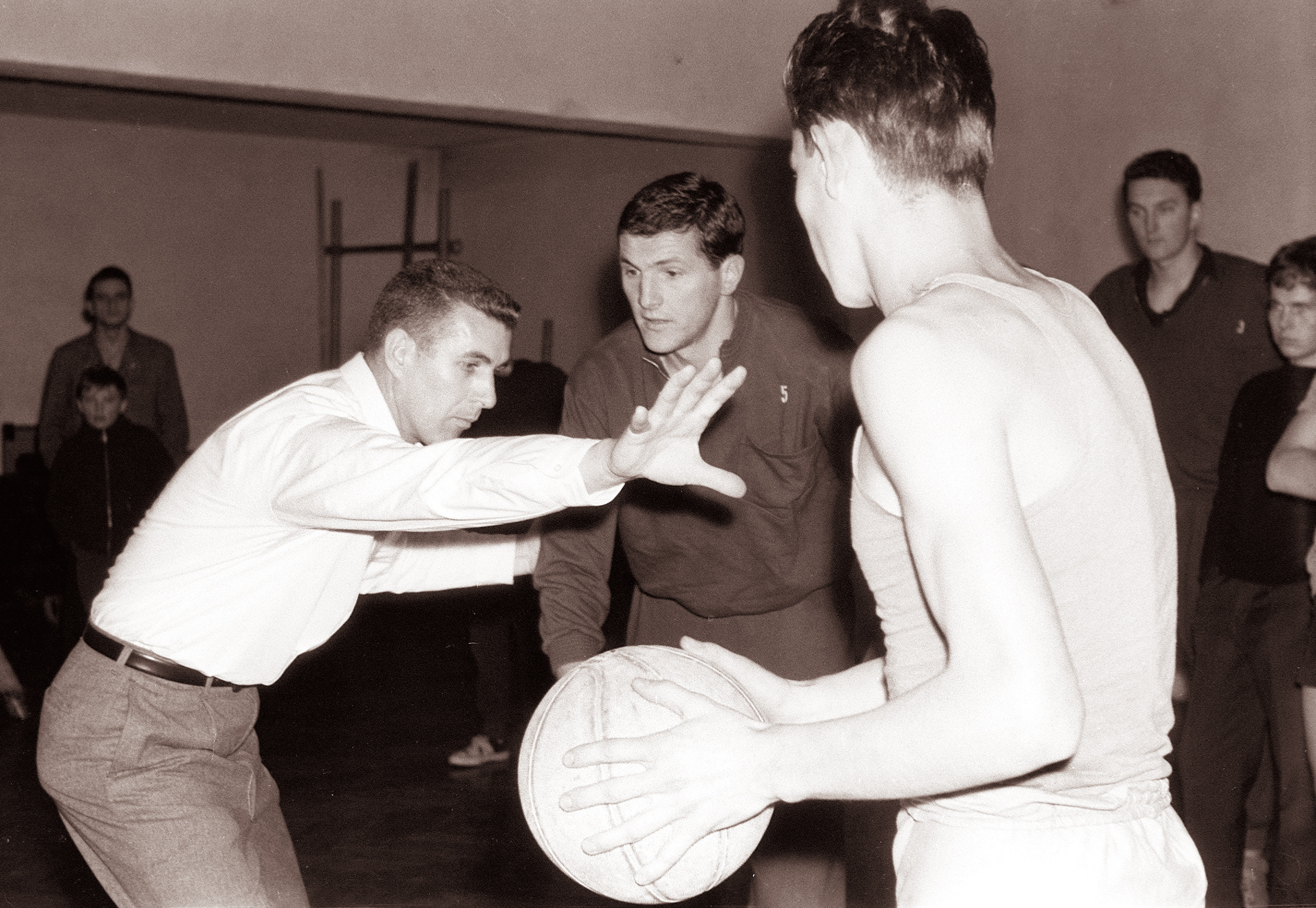
バスケットボールのトレーニング（1962年）

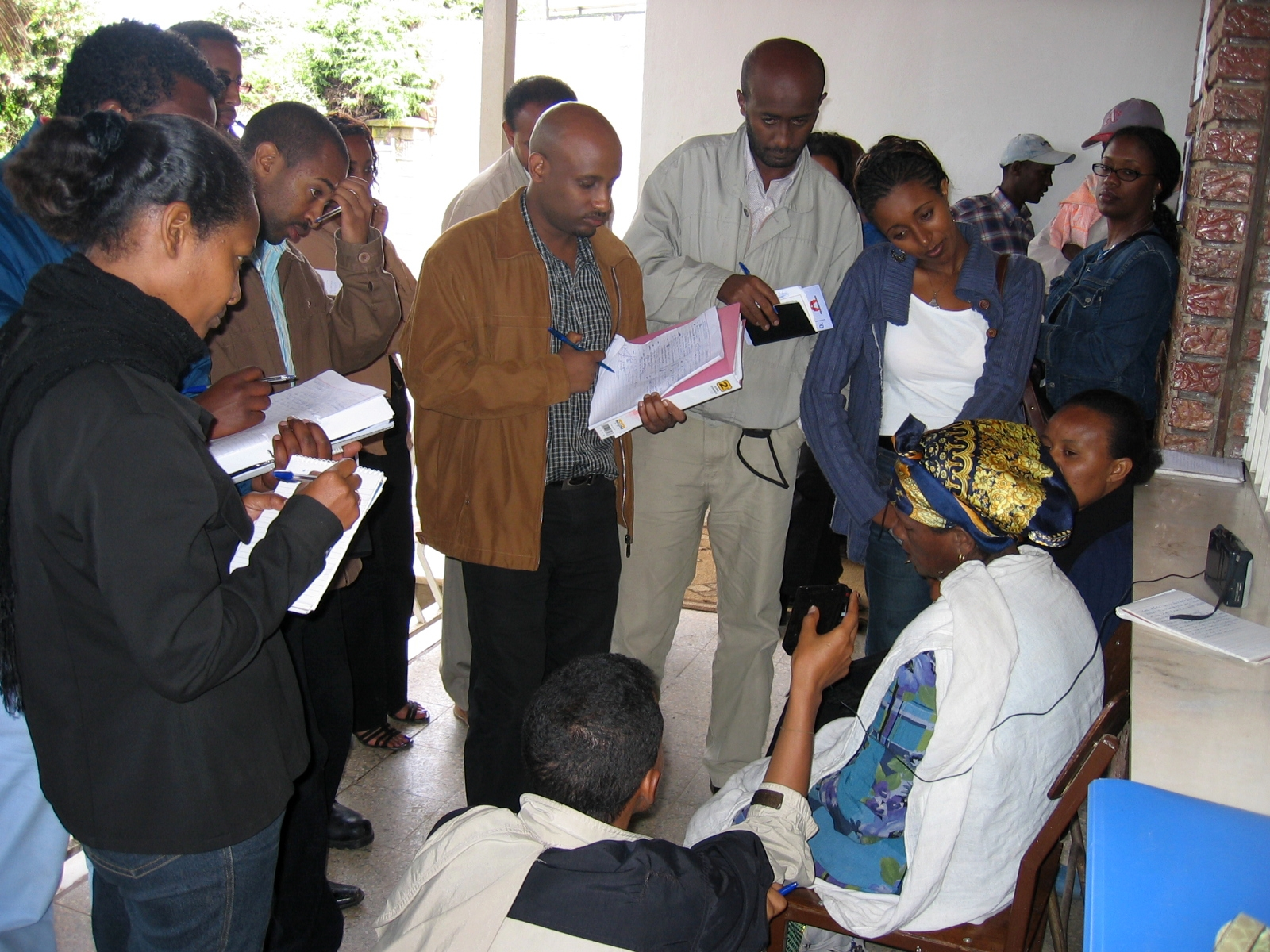
ジャーナリストのトレーニング

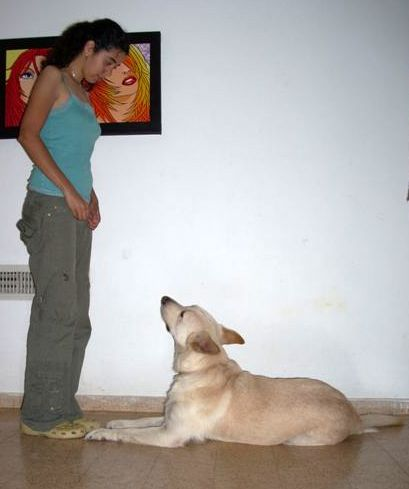
犬の訓練

- トイレットトレーニング
- フィジカルトレーニング
- ボイストレーニング
- 筋力トレーニング
- 加圧トレーニング
- イメージ・トレーニング
- 脳力トレーニング
- 持久力トレーニング
- コアトレーニング
- スロートレーニング
- 知力トレーニング
- Qアップトレーニング
- アサーション・トレーニング
- ビジョントレーニング
- インターバルトレーニング
- スプリングトレーニング
- ソーシャルスキルトレーニング
- ファンクショナル・トレーニング
- 禁煙#禁煙トレーニング

（研修の例）
- 医師臨床実地研修
- インターンシップ
- MTP研修
- TWI研修
- ホワイトハウス研修プログラム
- 社会福祉研修
- 競艇研修
- 農業機械士養成研修
- 農薬管理指導士養成研修および更新研修
- 税理士指定研修
- エネルギー管理認定研修
- 林業技士養成研修
- マンスフィールド研修
- 移動介護従事者養成研修
- 司法修習
- 在外研修（現 新進芸術家海外研修制度）